# Ronde van het Baskenland 2019
De 59e editie van de meerdaagse wielerwedstrijd Ronde van het Baskenland vond plaats van 8 tot en met 13 april 2019. De ronde maakte deel uit van de UCI World Tour 2019.

## Deelnemende ploegen
| 18 UCI World Tour-ploegen | 18 UCI World Tour-ploegen | 18 UCI World Tour-ploegen | 5 wildcards                   |
| ------------------------- | ------------------------- | ------------------------- | ----------------------------- |
| AG2R La Mondiale          | EF Education First        | Team INEOS                | Burgos-BH                     |
| Astana Pro Team           | Groupama-FDJ              | Team Jumbo-Visma          | Caja Rural-Seguros RGA        |
| Bahrain-Merida            | Lotto Soudal              | Team Katjoesja Alpecin    | Cofidis                       |
| BORA-hansgrohe            | Movistar Team             | Team Sunweb               | Euskadi Basque Country-Murias |
| CCC Team                  | Mitchelton-Scott          | Trek-Segafredo            | Manzana Postobón Team         |
| Deceuninck–Quick-Step     | Team Dimension Data       | UAE Team Emirates         |                               |
|                           |                           |                           |                               |
|                           |                           |                           |                               |

## Etappe-overzicht
| etappe | datum    | start           | finish       | afstand | type                | winnaar               | Klassementsleider     |
| ------ | -------- | --------------- | ------------ | ------- | ------------------- | --------------------- | --------------------- |
| 1      | 8 april  | Zumarraga       | Zumarraga    | 11,3    | Individuele tijdrit | Maximilian Schachmann | Maximilian Schachmann |
| 2      | 9 april  | Zumarraga       | Gorraiz      | 149,5   | Heuvelrit           | Julian Alaphilippe    | Maximilian Schachmann |
| 3      | 10 april | Sarriguren      | Estíbaliz    | 191,4   | Heuvelrit           | Maximilian Schachmann | Maximilian Schachmann |
| 4      | 11 april | Vitoria-Gasteiz | Arrigorriaga | 164,1   | Bergrit             | Maximilian Schachmann | Maximilian Schachmann |
| 5      | 12 april | Arrigorriaga    | Arrate       | 149,8   | Bergrit             | Emanuel Buchmann      | Emanuel Buchmann      |
| 6      | 13 april | Eibar           | Eibar        | 118,2   | Bergrit             | Adam Yates            | Jon Izagirre          |

## Etappe-uitslagen

### 1e etappe
| Zumarraga – Zumarraga (11,3 km) |                       |                       |        |
| Plaats                          | Naam                  | Ploeg                 | Tijd   |
| Winnaar                         | Maximilian Schachmann | BORA-hansgrohe        | 17'10" |
| 2                               | Daniel Martínez       | EF Education First    | + 9"   |
| 3                               | Michał Kwiatkowski    | Team Sky              | + 10"  |
| 4                               | Julian Alaphilippe    | Deceuninck–Quick-Step | + 12"  |
| 5                               | Adam Yates            | Mitchelton-Scott      | + 16"  |
| 6                               | Patrick Konrad        | BORA-hansgrohe        | + 19"  |
| 7                               | Jon Izagirre          | Astana Pro Team       | + 22"  |
| 8                               | Enric Mas             | Deceuninck–Quick-Step | + 24"  |
| 9                               | Geraint Thomas        | Team Sky              | + 30"  |
| 10                              | Hugh Carthy           | EF Education First    | + 31"  |
|                                 |                       |                       |        |
| 12                              | Dylan Teuns           | Bahrain-Merida        | + 32"  |
| 31                              | Sam Oomen             | Team Sunweb           | + 54"  |

| Algemeen klassement |                       |                       |        |
| Plaats              | Naam                  | Ploeg                 | Tijd   |
| Gele trui           | Maximilian Schachmann | BORA-hansgrohe        | 17'10" |
| 2                   | Daniel Martínez       | EF Education First    | + 9"   |
| 3                   | Michał Kwiatkowski    | Team Sky              | + 10"  |
| 4                   | Julian Alaphilippe    | Deceuninck–Quick-Step | + 12"  |
| 5                   | Adam Yates            | Mitchelton-Scott      | + 16"  |
| 6                   | Patrick Konrad        | BORA-hansgrohe        | + 19"  |
| 7                   | Jon Izagirre          | Astana Pro Team       | + 22"  |
| 8                   | Enric Mas             | Deceuninck–Quick-Step | + 24"  |
| 9                   | Geraint Thomas        | Team Sky              | + 30"  |
| 10                  | Hugh Carthy           | EF Education First    | + 31"  |
|                     |                       |                       |        |
| 12                  | Dylan Teuns           | Bahrain-Merida        | + 32"  |
| 31                  | Sam Oomen             | Team Sunweb           | + 54"  |

### 2e etappe
| Zumarraga – Gorraiz (149,5 km) |                       |                       |          |
| Plaats                         | Naam                  | Ploeg                 | Tijd     |
| Winnaar                        | Julian Alaphilippe    | Deceuninck–Quick-Step | 3u29'37" |
| 2                              | Bjorg Lambrecht       | Lotto Soudal          | + 1"     |
| 3                              | Michał Kwiatkowski    | Team Sky              | z.t.     |
| 4                              | Omar Fraile           | Astana Pro Team       | z.t.     |
| 5                              | Valentin Madouas      | Groupama-FDJ          | z.t.     |
| 6                              | Maximilian Schachmann | BORA-hansgrohe        | z.t.     |
| 7                              | Patrick Konrad        | BORA-hansgrohe        | z.t.     |
| 8                              | Jon Izagirre          | Astana Pro Team       | z.t.     |
| 9                              | Tadej Pogačar         | UAE Team Emirates     | z.t.     |
| 10                             | Pieter Serry          | Deceuninck–Quick-Step | z.t.     |
|                                |                       |                       |          |
| 25                             | Sam Oomen             | Team Sunweb           | + 9"     |

| Algemeen klassement |                       |                       |          |
| Plaats              | Naam                  | Ploeg                 | Tijd     |
| Gele trui           | Maximilian Schachmann | BORA-hansgrohe        | 3u45'44" |
| 2                   | Julian Alaphilippe    | Deceuninck–Quick-Step | + 5"     |
| 3                   | Michał Kwiatkowski    | Team Sky              | + 10"    |
| 4                   | Daniel Martínez       | EF Education First    | + 18"    |
| 5                   | Jon Izagirre          | Astana Pro Team       | + 23"    |
| 6                   | Patrick Konrad        | BORA-hansgrohe        | z.t.     |
| 7                   | Enric Mas             | Deceuninck–Quick-Step | + 28"    |
| 8                   | Dylan Teuns           | Bahrain Merida        | + 36"    |
| 9                   | Daniel Martin         | UAE Team Emirates     | + 39"    |
| 10                  | Emanuel Buchmann      | BORA-hansgrohe        | + 41"    |
|                     |                       |                       |          |
| 23                  | Sam Oomen             | Team Sunweb           | + 1'06"  |

### 3e etappe
| Sarriguren – Estíbaliz (191,4 km) |                       |                        |          |
| Plaats                            | Naam                  | Ploeg                  | Tijd     |
| Winnaar                           | Maximilian Schachmann | BORA-hansgrohe         | 4u47'57" |
| 2                                 | Diego Ulissi          | UAE Team Emirates      | z.t.     |
| 3                                 | Enrico Battaglin      | Team Katjoesja Alpecin | z.t.     |
| 4                                 | Marc Hirschi          | Team Sunweb            | z.t.     |
| 5                                 | Jon Izagirre          | Astana Pro Team        | z.t.     |
| 6                                 | Jon Aberasturi        | Caja Rural-Seguros RGA | z.t.     |
| 7                                 | Adam Yates            | Mitchelton-Scott       | z.t.     |
| 8                                 | Bauke Mollema         | Trek-Segafredo         | z.t.     |
| 9                                 | Carlos Quintero       | Manzana Postobón Team  | z.t.     |
| 10                                | Grega Bole            | Bahrain Merida         | z.t.     |
|                                   |                       |                        |          |
| 36                                | Serge Pauwels         | CCC Team               | z.t.     |

| Algemeen klassement |                       |                    |          |
| Plaats              | Naam                  | Ploeg              | Tijd     |
| Gele trui           | Maximilian Schachmann | BORA-hansgrohe     | 8u34'31" |
| 2                   | Jon Izagirre          | Astana Pro Team    | + 33"    |
| 3                   | Patrick Konrad        | BORA-hansgrohe     | z.t.     |
| 4                   | Daniel Martínez       | EF Education First | + 48"    |
| 5                   | Daniel Martin         | UAE Team Emirates  | + 49"    |
| 6                   | Emanuel Buchmann      | BORA-hansgrohe     | + 51"    |
| 7                   | Pello Bilbao          | Astana Pro Team    | + 54"    |
| 8                   | Dylan Teuns           | Bahrain Merida     | + 1'11"  |
| 9                   | Mikel Landa           | Movistar Team      | + 1'16"  |
| 10                  | Sam Oomen             | Team Sunweb        | z.t.     |

### 4e etappe
| Vitoria-Gasteiz – Arrigorriaga (164,1 km) |                       |                   |          |
| Plaats                                    | Naam                  | Ploeg             | Tijd     |
| Winnaar                                   | Maximilian Schachmann | BORA-hansgrohe    | 4u03'55" |
| 2                                         | Tadej Pogačar         | UAE Team Emirates | z.t.     |
| 3                                         | Jakob Fuglsang        | Astana Pro Team   | + 1"     |
| 4                                         | Adam Yates            | Mitchelton-Scott  | z.t.     |
| 5                                         | Marc Hirschi          | Team Sunweb       | + 9"     |
| 6                                         | Emanuel Buchmann      | BORA-hansgrohe    | z.t.     |
| 7                                         | Patrick Konrad        | BORA-hansgrohe    | z.t.     |
| 8                                         | Jon Izagirre          | Astana Pro Team   | z.t.     |
| 9                                         | Valentin Madouas      | Groupama-FDJ      | z.t.     |
| 10                                        | Bjorg Lambrecht       | Lotto Soudal      | z.t.     |
|                                           |                       |                   |          |
| 12                                        | Bauke Mollema         | Trek-Segafredo    | z.t.     |

| Algemeen klassement |                       |                    |           |
| Plaats              | Naam                  | Ploeg              | Tijd      |
| Gele trui           | Maximilian Schachmann | BORA-hansgrohe     | 12u38'16" |
| 2                   | Patrick Konrad        | BORA-hansgrohe     | + 51"     |
| 3                   | Jon Izagirre          | Astana Pro Team    | + 52"     |
| 4                   | Daniel Martínez       | EF Education First | + 1'07"   |
| 5                   | Daniel Martin         | UAE Team Emirates  | + 1'08"   |
| 6                   | Emanuel Buchmann      | BORA-hansgrohe     | + 1'10"   |
| 7                   | Jakob Fuglsang        | Astana Pro Team    | + 1'24"   |
| 8                   | Dylan Teuns           | Bahrain Merida     | + 1'30"   |
| 9                   | Mikel Landa           | Movistar Team      | + 1'35"   |
| 10                  | Sergio Henao          | Team Sky           | + 1'41"   |
|                     |                       |                    |           |
| 20                  | Sam Oomen             | Team Sunweb        | + 2'13"   |

### 5e etappe
| Arrigorriaga – Arrate (149,8 km) |                       |                   |          |
| Plaats                           | Naam                  | Ploeg             | Tijd     |
| Winnaar                          | Emanuel Buchmann      | BORA-hansgrohe    | 3u44'14" |
| 2                                | Jon Izagirre          | Astana Pro Team   | + 1'08"  |
| 3                                | Adam Yates            | Mitchelton-Scott  | z.t.     |
| 4                                | Jakob Fuglsang        | Astana Pro Team   | z.t.     |
| 5                                | Tadej Pogačar         | UAE Team Emirates | + 1'24"  |
| 6                                | Daniel Martin         | UAE Team Emirates | z.t.     |
| 7                                | Mikel Landa           | Movistar Team     | + 1'50"  |
| 8                                | Lucas Hamilton        | Mitchelton-Scott  | + 2'04"  |
| 9                                | Maximilian Schachmann | BORA-hansgrohe    | z.t.     |
| 10                               | Patrick Konrad        | BORA-hansgrohe    | z.t.     |
|                                  |                       |                   |          |
| 11                               | Bauke Mollema         | Trek-Segafredo    | z.t.     |
| 16                               | Bjorg Lambrecht       | Lotto Soudal      | + 2'55"  |

| Algemeen klassement |                       |                    |           |
| Plaats              | Naam                  | Ploeg              | Tijd      |
| Gele trui           | Emanuel Buchmann      | BORA-hansgrohe     | 16u23'30" |
| 2                   | Jon Izagirre          | Astana Pro Team    | + 54"     |
| 3                   | Maximilian Schachmann | BORA-hansgrohe     | + 1'04"   |
| 4                   | Daniel Martin         | UAE Team Emirates  | + 1'32"   |
| 5                   | Jakob Fuglsang        | Astana Pro Team    | z.t.      |
| 6                   | Patrick Konrad        | BORA-hansgrohe     | + 1'55"   |
| 7                   | Adam Yates            | Mitchelton-Scott   | + 1'56"   |
| 8                   | Daniel Martínez       | EF Education First | + 2'11"   |
| 9                   | Mikel Landa           | Movistar Team      | + 2'25"   |
| 10                  | Tadej Pogačar         | UAE Team Emirates  | z.t.      |
|                     |                       |                    |           |
| 13                  | Bjorg Lambrecht       | Lotto Soudal       | + 3'51"   |
| 25                  | Bauke Mollema         | Trek-Segafredo     | + 16'12"  |

### 6e etappe
| Eibar – Eibar (118,2 km) |                 |                    |          |
| Plaats                   | Naam            | Ploeg              | Tijd     |
| Winnaar                  | Adam Yates      | Mitchelton-Scott   | 2u59'46" |
| 2                        | Daniel Martin   | UAE Team Emirates  | + 1"     |
| 3                        | Jakob Fuglsang  | Astana Pro Team    | z.t.     |
| 4                        | Jon Izagirre    | Astana Pro Team    | z.t.     |
| 5                        | Tadej Pogačar   | UAE Team Emirates  | + 7"     |
| 6                        | Bauke Mollema   | Trek-Segafredo     | + 1'24"  |
| 7                        | Mikel Landa     | Movistar Team      | z.t.     |
| 8                        | Hugh Carthy     | EF Education First | z.t.     |
| 9                        | David Gaudu     | Groupama-FDJ       | z.t.     |
| 10                       | Lucas Hamilton  | Mitchelton-Scott   | z.t.     |
|                          |                 |                    |          |
| 29                       | Bjorg Lambrecht | Lotto Soudal       | + 8'45"  |

| Algemeen klassement |                       |                   |           |
| Plaats              | Naam                  | Ploeg             | Tijd      |
| Gele trui           | Jon Izagirre          | Astana Pro Team   | 19u24'09" |
| 2                   | Daniel Martin         | UAE Team Emirates | + 29"     |
| 3                   | Emanuel Buchmann      | BORA-hansgrohe    | + 31"     |
| 4                   | Jakob Fuglsang        | Astana Pro Team   | + 36"     |
| 5                   | Adam Yates            | Mitchelton-Scott  | + 51"     |
| 6                   | Tadej Pogačar         | UAE Team Emirates | + 1'36"   |
| 7                   | Mikel Landa           | Movistar Team     | + 2'56"   |
| 8                   | Mikel Nieve           | Mitchelton-Scott  | + 3'13"   |
| 9                   | Patrick Konrad        | BORA-hansgrohe    | + 3'29"   |
| 10                  | Maximilian Schachmann | BORA-hansgrohe    | + 3'44"   |
|                     |                       |                   |           |
| 19                  | Bjorg Lambrecht       | Lotto Soudal      | +11'43"   |
| 21                  | Bauke Mollema         | Trek-Segafredo    | + 16'43"  |

## Klassementenverloop
| Etappe       | Winnaar               | Algemeen klassement · | Puntenklassement ·    | Bergklassement ·     | Jongerenklassement ·  | Ploegenklassement |
| ------------ | --------------------- | --------------------- | --------------------- | -------------------- | --------------------- | ----------------- |
| 1            | Maximilian Schachmann | Maximilian Schachmann | Maximilian Schachmann | Daniel Martínez      | Maximilian Schachmann | BORA-hansgrohe    |
| 2            | Julian Alaphilippe    | Maximilian Schachmann | Maximilian Schachmann | Garikoitz Bravo      | Maximilian Schachmann | BORA-hansgrohe    |
| 3            | Maximilian Schachmann | Maximilian Schachmann | Maximilian Schachmann | Garikoitz Bravo      | Maximilian Schachmann | BORA-hansgrohe    |
| 4            | Maximilian Schachmann | Maximilian Schachmann | Maximilian Schachmann | Garikoitz Bravo      | Maximilian Schachmann | BORA-hansgrohe    |
| 5            | Emanuel Buchmann      | Emanuel Buchmann      | Maximilian Schachmann | Alessandro de Marchi | Maximilian Schachmann | BORA-hansgrohe    |
| 6            | Adam Yates            | Jon Izagirre          | Maximilian Schachmann | Adam Yates           | Tadej Pogačar         | BORA-hansgrohe    |
| 0Eindstanden | 0Eindstanden          | Jon Izagirre          | Maximilian Schachmann | Adam Yates           | Tadej Pogačar         | BORA-hansgrohe    |